# Erbach (Odenwald)
Erbach là huyện lỵ của Odenwald (huyện) ở miền nam bang Hessen.

## Địa lý

### Các xã láng giềng
Erbach giáp về phía bắc với thị trấn Michelstadt, về phía đông với Kirchzell (Miltenberg ở Bayern), về phía nam với thị trấn Oberzent và về phía tây với xã Mossautal (cả hai thuộc huyện Odenwald).
2 thị trấn Erbach và Michelstadt, với trung tâm của chúng chỉ cách nhau hai km, từ lâu đã phát triển thành một về mặt xây dựng và cùng nhau chiếm gần 30.000 cư dân, tạo nên trọng tâm kinh tế của huyện Odenwald. Dự định sáp nhập hai thành phố làm 1 trong năm 2009 đã bị ngăn chặn vào tháng 11 năm 2007 bởi một cuộc trưng cầu dân ý. Bây giờ cả hai thị xã tìm cách khác để tăng cường hợp tác chung với nhau.

### Phân chia thị xã
Thị trấn Erbach bao gồm các phường:
- Bullau với ấp Bullauer Eutergrund
- Làng Erbach với ấp Habermannskreuz
- Ebersberg
- Elsbach
- Erlenbach
- Ernsbach (một phần của Ernsbach-Erbuch)
- Trung tâm Erbach
- Erbuch (một phần của Ernsbach-Erbuch)
- Günterfürst
- Haisterbach với ấp Marbach
- Lauerbach
- Weiler Roßbach
- Schönnen

## Lịch sử
Văn bản đầu tiên đề cập đến địa điểm này vào năm 1095 là Lorsch Codex dưới tên "Ertbach". Khoảng năm 1180, một lâu đài được xây dựng trong thung lũng Mümling, di tích vẫn còn có thể được chiêm ngưỡng ngày nay. Thị trấn cùng với lâu đài được bao quanh bởi một bức tường thành phố và kể từ đó là nơi cư ngụ của Bá tước Erbach-Erbach. Từ năm 1545, nó có một tòa thị chính và 1560 Erbach được công nhận cùng với huy hiệu và con dấu quyền thành phố.
Lịch sử của thị xã được đánh dấu bằng một bước ngoặt quyết định trong Chiến tranh ba mươi năm (1618-1648) và dịch bệnh dịch hạch liên quan đến nó. Các cuộc chiến tranh và thời tiết khác không thực sự có lợi cho sự phát triển thị xã. Năm 1750, nhà thờ thị trấn đã thay thế nhà nguyện phố cổ năm 1370. Nhờ bá tước Franz I chạm khắc ngà được phát triển ở đây vào năm 1783.
Sau khi hòa giải năm 1806, công quốc Erbach, từ năm 1500 thuộc huyện đế quốc (Reichskreis) Franken, đã trở thành sở hữu của Đại công tước xứ Hesen và sau đó trở thành thị trấn Erbach.

### Thành phố thân hữu
Erbach kết thân với các thành phố sau:
- Le Pont-de-Beauvoisin (Isère) và Le Pont-de-Beauvoisin (Savoie) ở Pháp (từ năm 1963)
- Königsee ở Thüringen (từ năm 1990)
- Ansião ở Bồ Đào Nha (từ năm 1992)
- Jičín tại Cộng hòa Séc (từ năm 1993)

## Tôn giáo
- Cộng đồng của Giáo hội Tin Lành ở Hessen và Nassau ở Erbach và Schöllenbach-Bullau [4]
- Giáo xứ Công giáo La Mã St. Sophia của Giáo phận Mainz
- Tập hợp Kitô giáo
- cộng đồng tự do truyền giáo Tin lành Môi trường sống
- Cộng đồng Nhân Chứng Giê-hô-va
- Giáo hội truyền giáo Alliance
- Cộng đồng lâu đài Tin Lành-Lutheran độc lập

## Văn hóa và thắng cảnh

### Kiến trúc
Ở trung tâm thị xã và các khu vực khác của xã có một số lượng đáng kể các di tích văn hóa đáng xem.

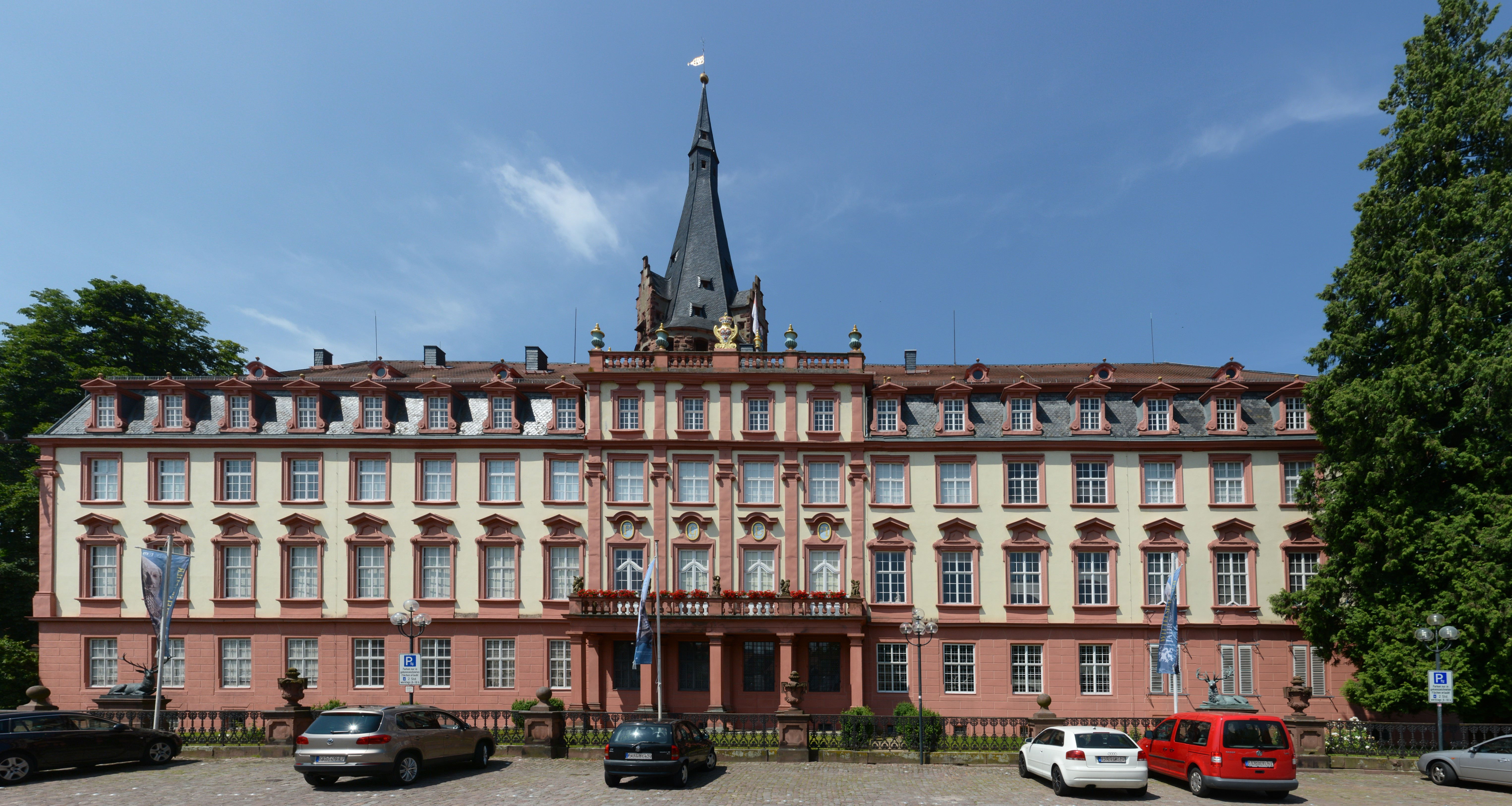
Lâu đài Erbach
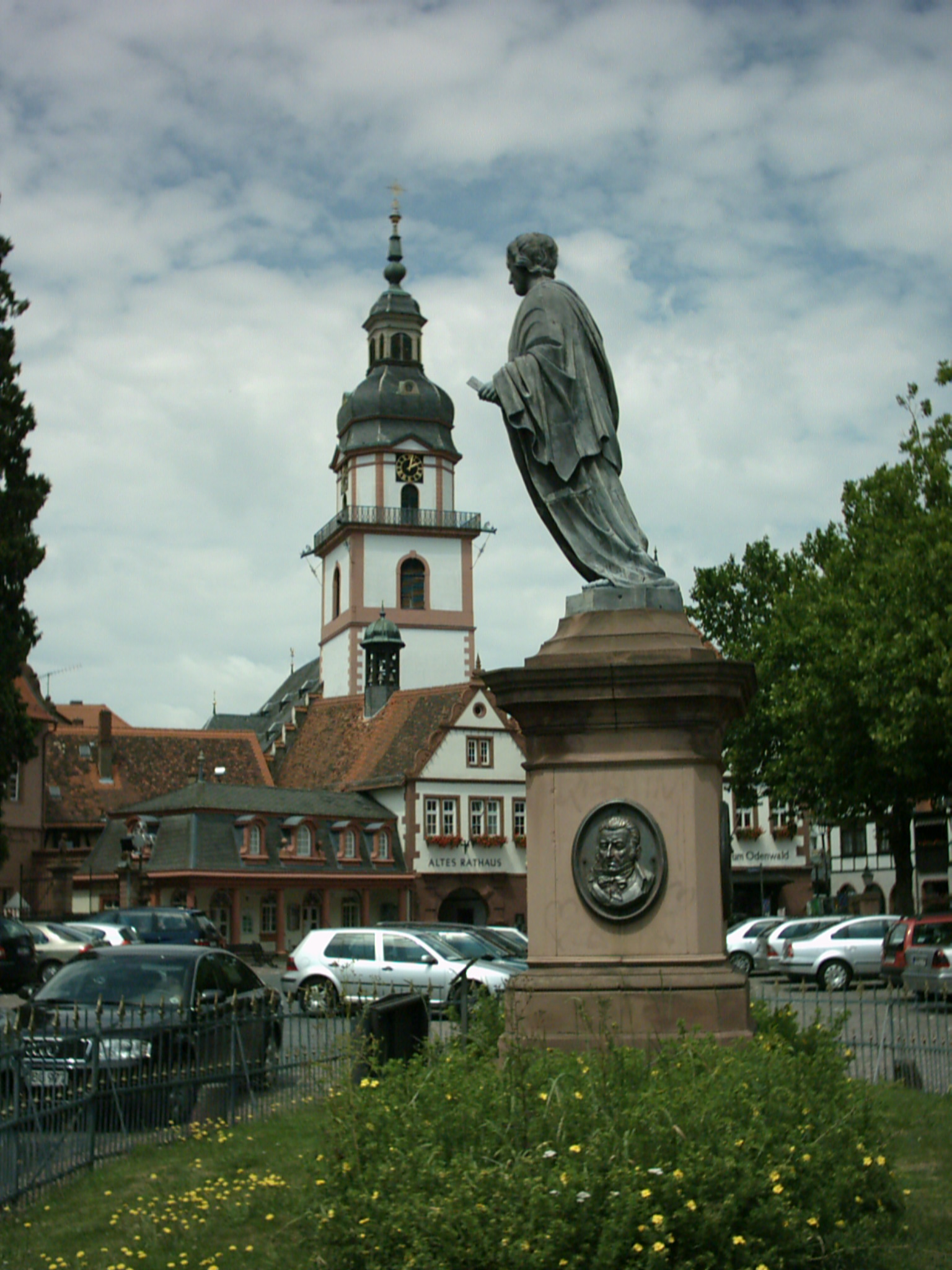
Đài tưởng niệm bá tước Franz   I. trước lâu đài
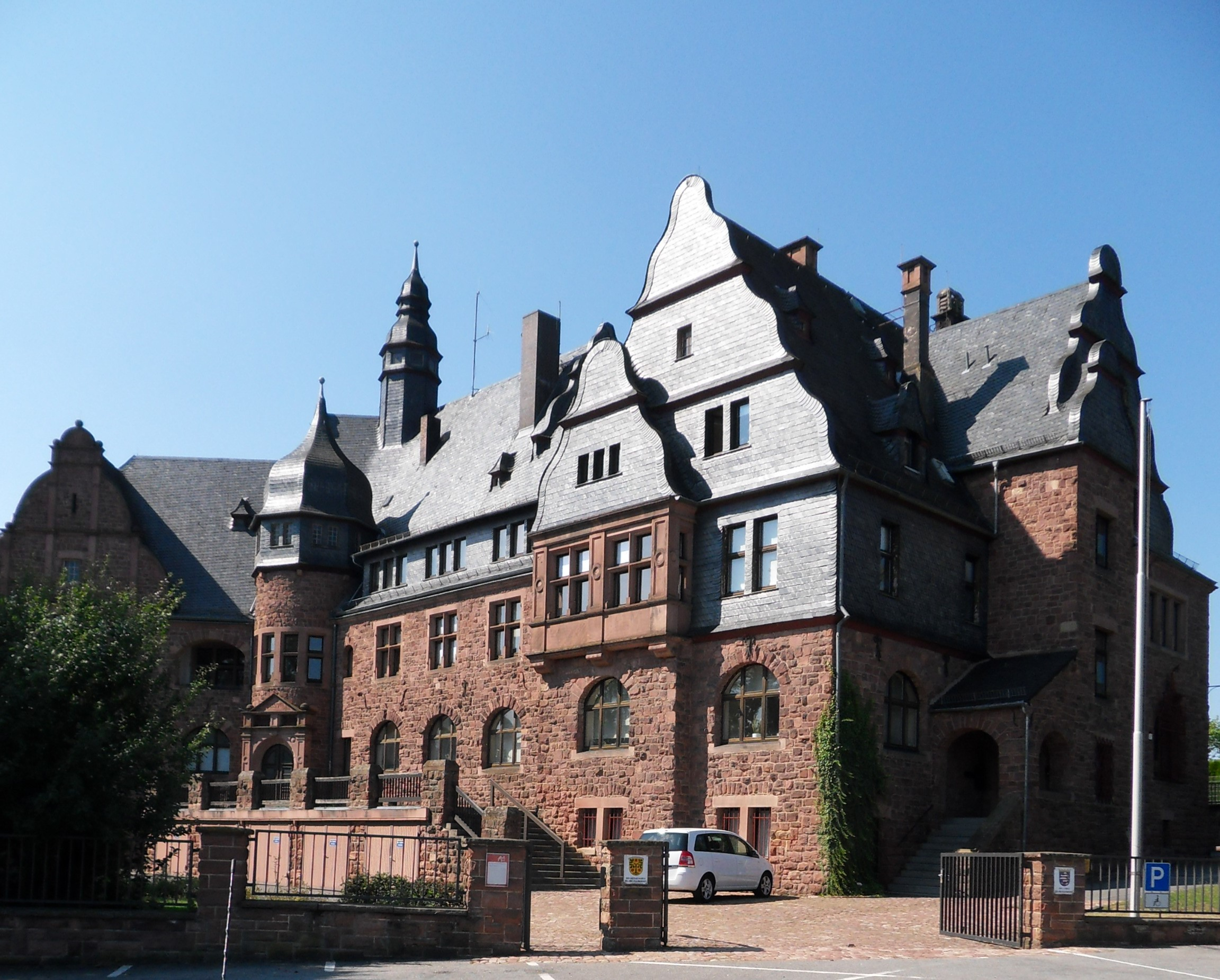
Cơ quan nhà nước của Odenwaldkreis
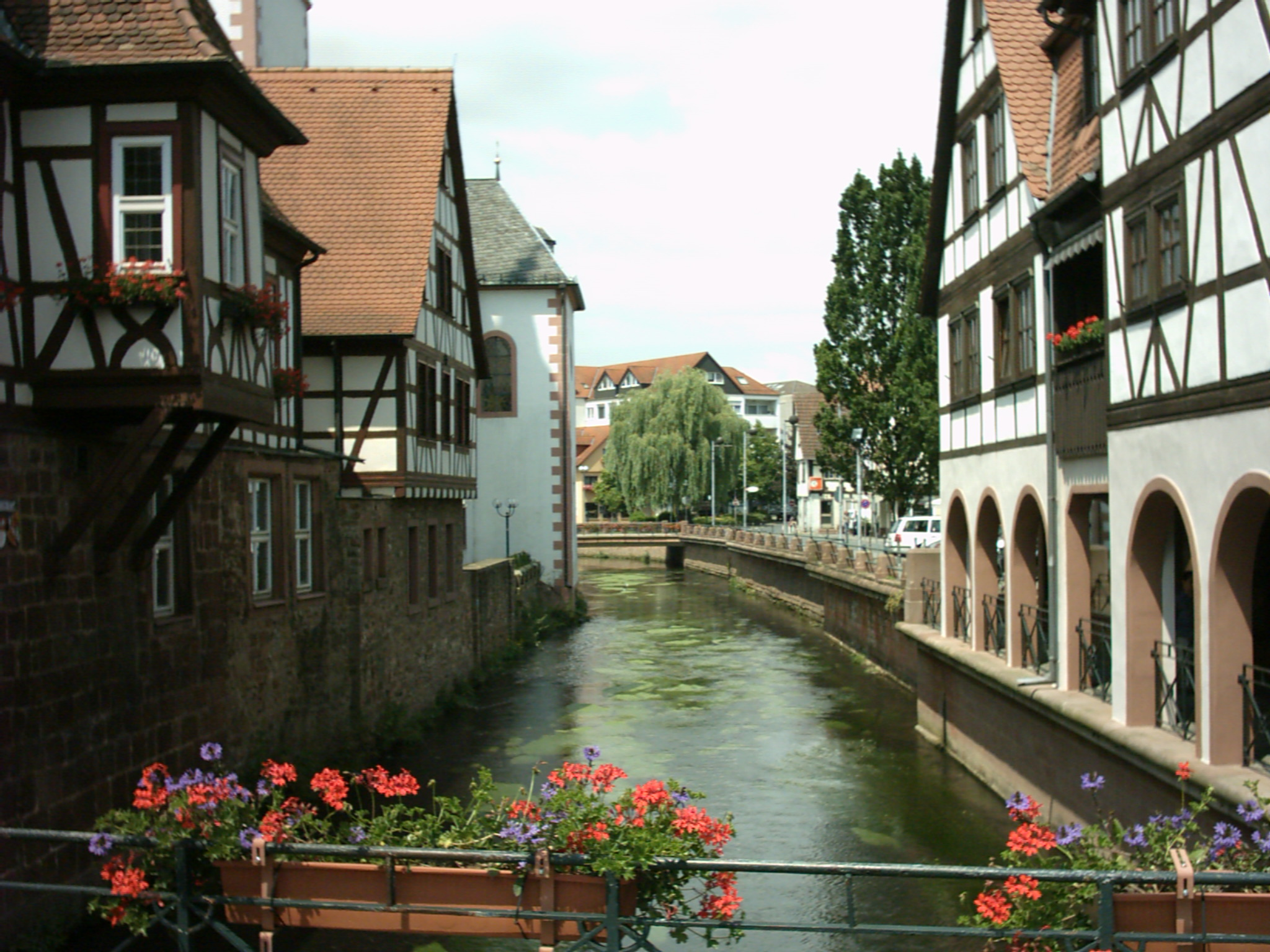
Những ngôi nhà khung gỗ bên sông Mümling
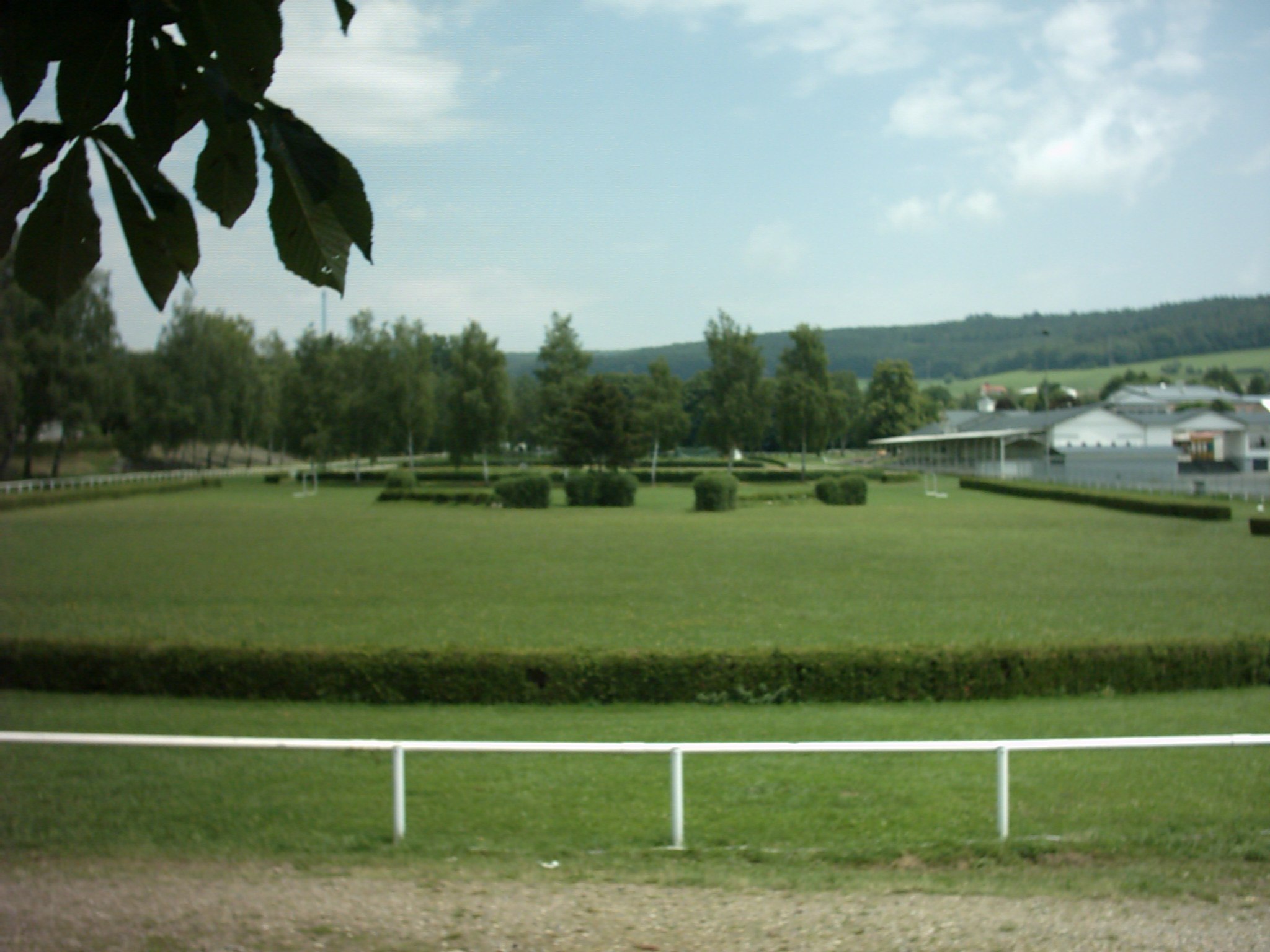
Trường đua ngựa

#### Lâu đài của bá tước Erbach-Erbach

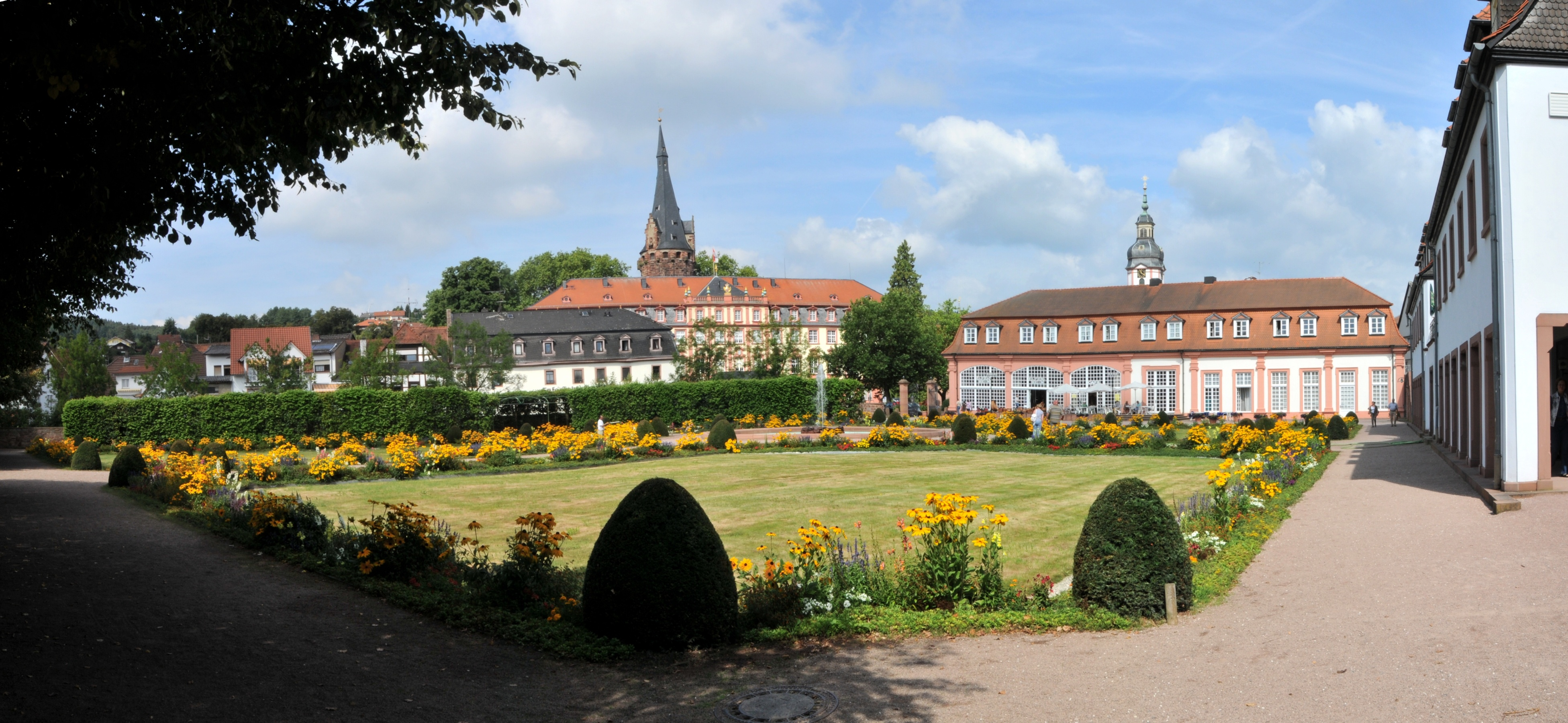
Vườn lâu đài với nhà kiếng

#### Städtel
Phía bắc của lâu đài là trung tâm Erbachthời trung cổ.

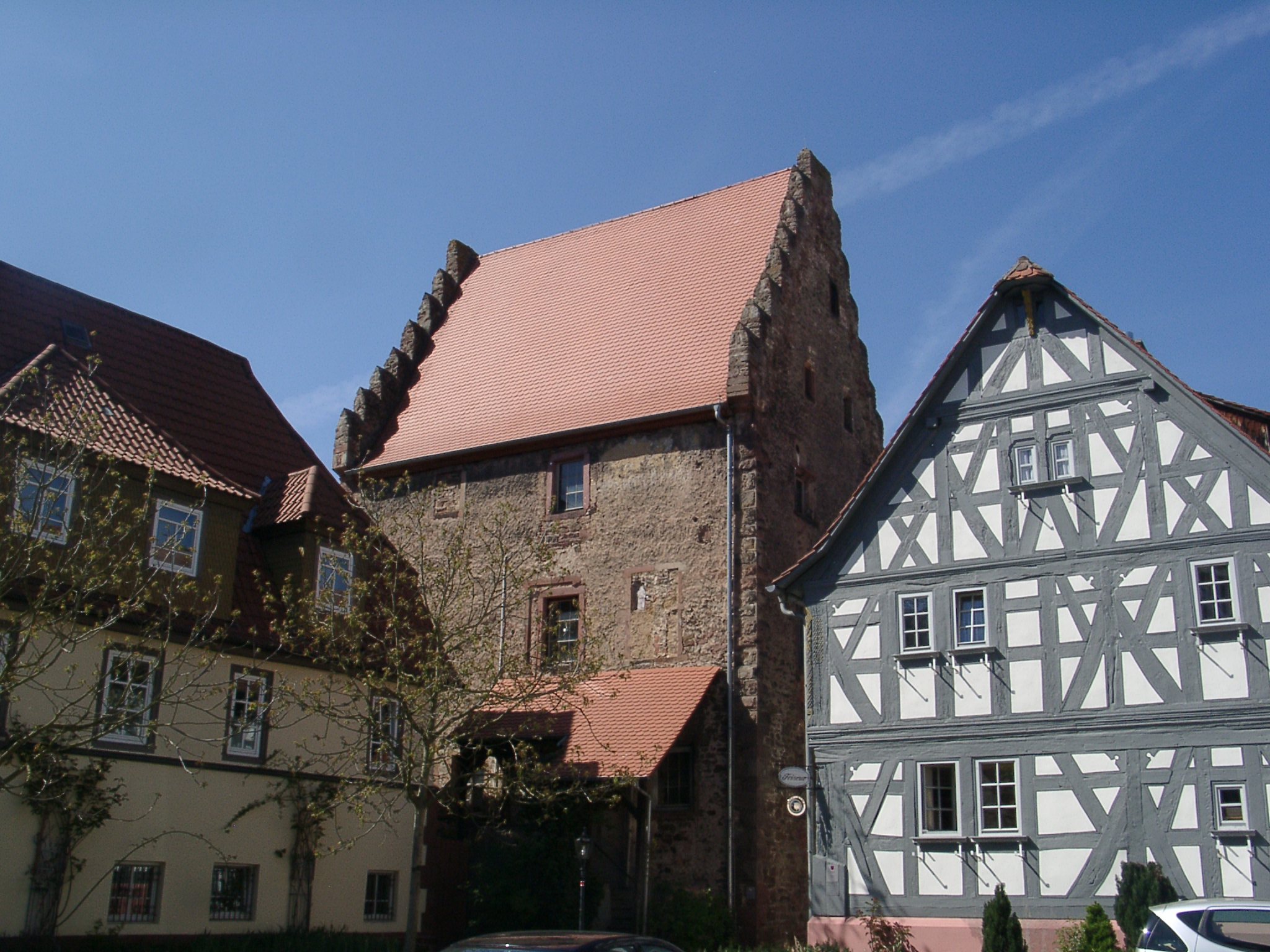
Tempelhaus
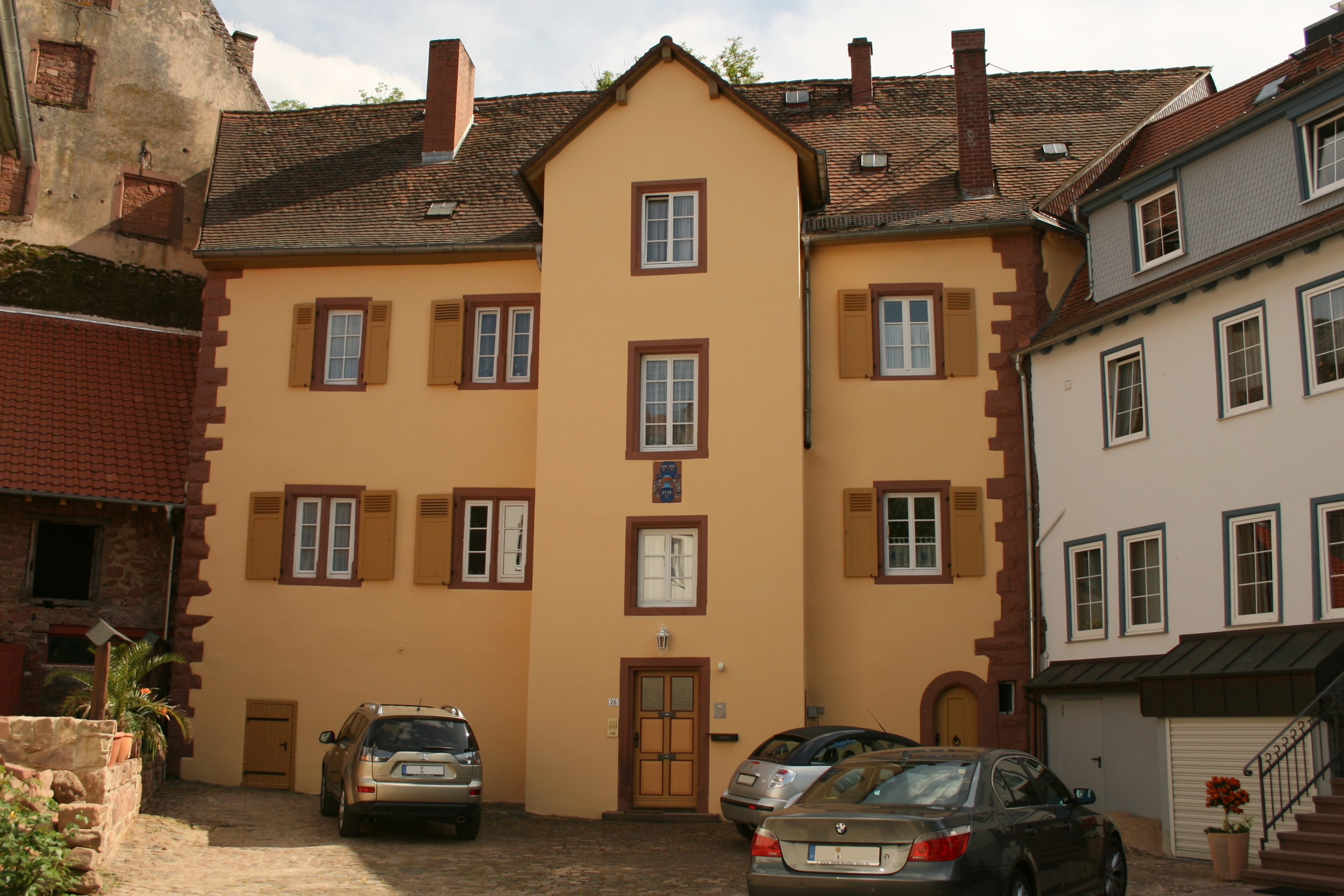
Lâu đài Habermann
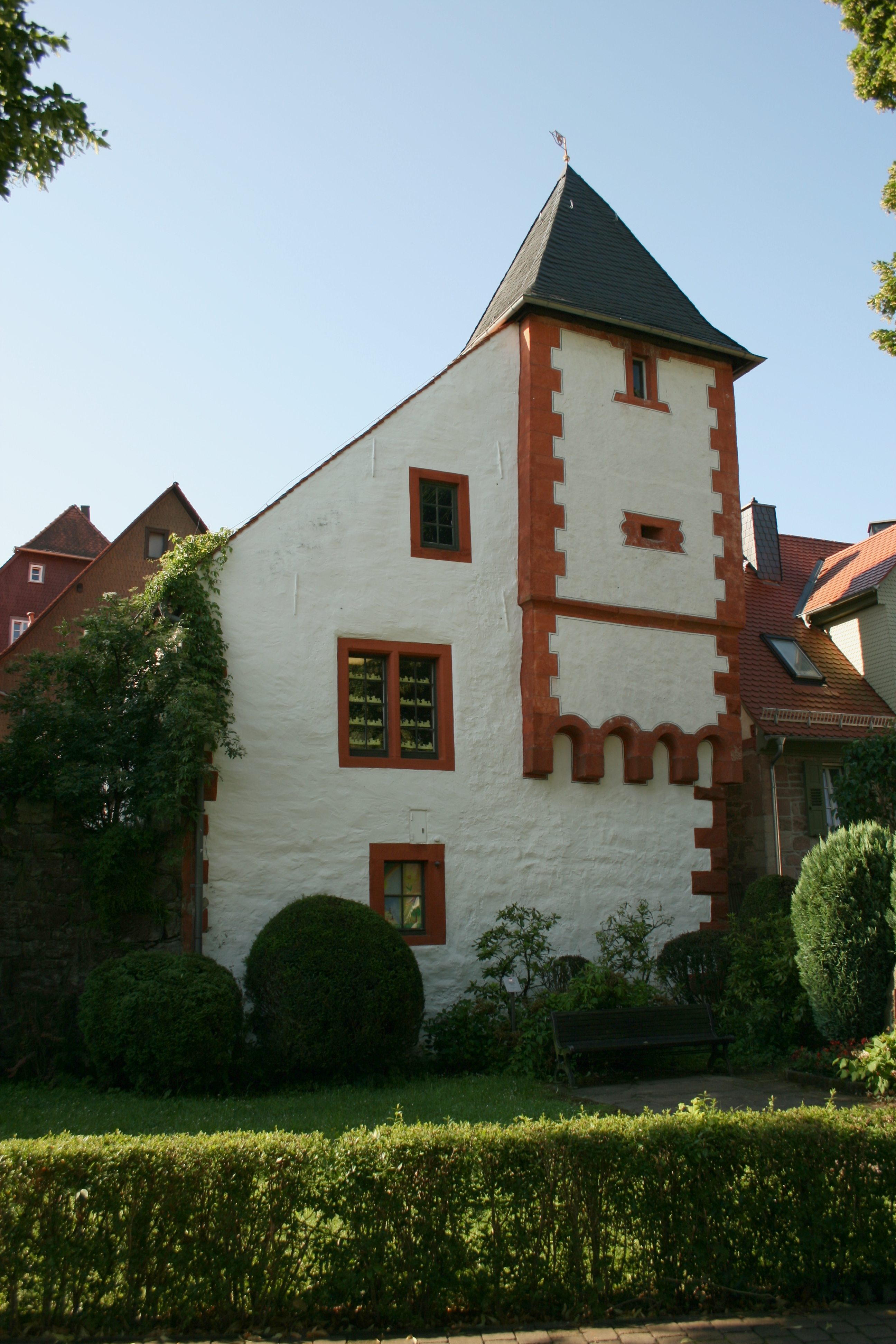
Lâu đài Pavey

### Công ty thường trú
- Robert Bosch GmbH, nhà máy Erbach, bộ phận điều khiển và truyền động điện
- Rowenta, nhà máy Erbach (sản xuất bàn là)
- Koziol, sản phẩm nhựa